# Ziaran
Ziaran (em persa: زیاران; romaniz.: Ziaran) é uma cidade da província de Gazvim, no Irã. Está a 1 762 metros de altitude e segundo censo de 2006, havia 4 287 habitantes.

## Demografia
| Ano  | Habitantes |
| ---- | ---------- |
| 1976 | 2 803      |
| 1986 | 3 952      |
| 2006 | 4 287      |
| 2011 | 4 279      |